# Bistum Badulla
Das Bistum Badulla (lat.: Dioecesis Badullana) ist eine in Sri Lanka gelegene römisch-katholische Diözese mit Sitz in Badulla. Es umfasst die Provinz Uva. Bischofskirche ist die St. Mary’s Church in Badulla.

## Geschichte
Das Bistum Badulla wurde am 18. Dezember 1972 durch Papst Paul VI. aus Gebietsabtretungen des Bistums Kandy errichtet und dem Erzbistum Colombo als Suffraganbistum unterstellt.

## Bischöfe von Badulla
- Leo Nanayakkara OSB, 1972–1982

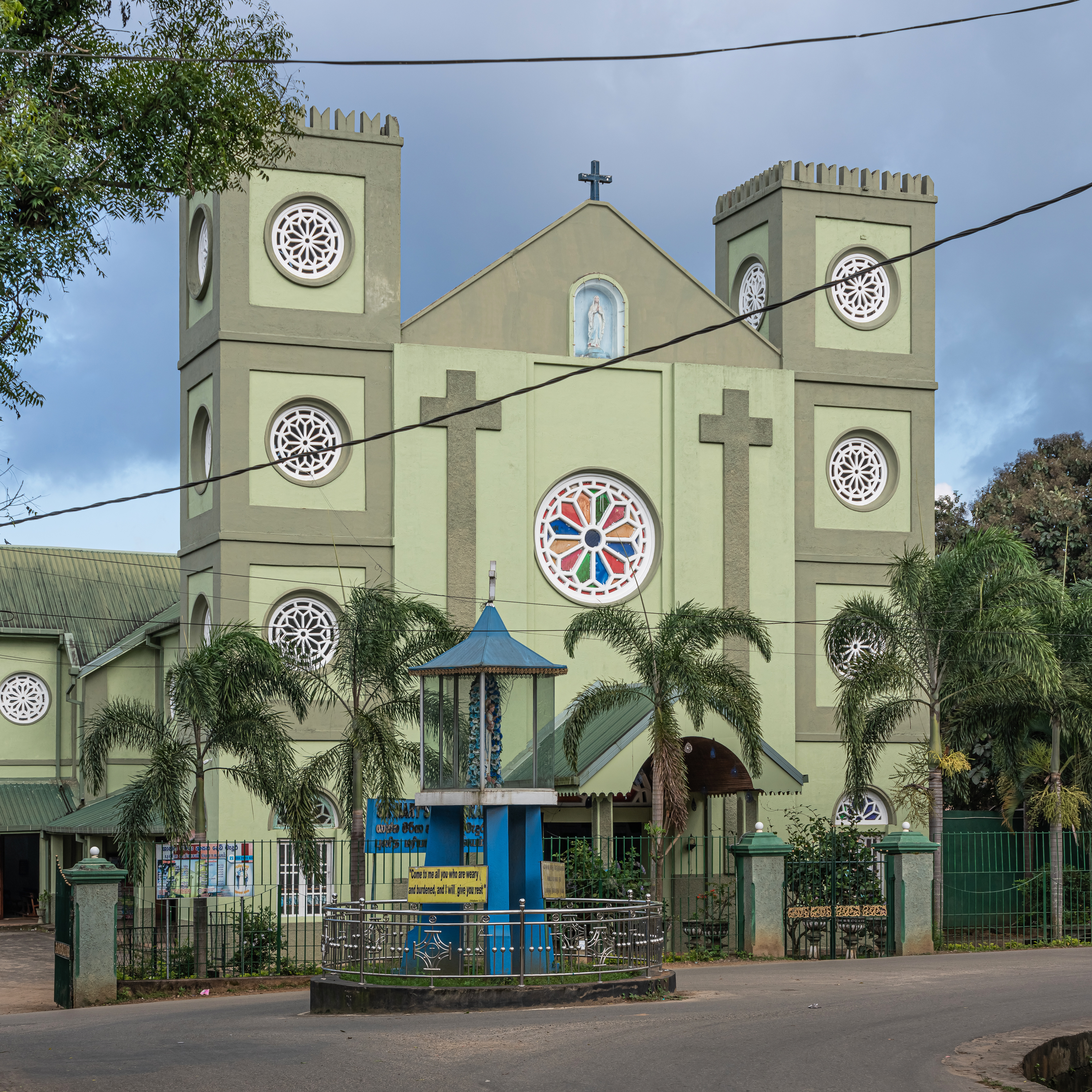
St. Mary’s Church in Badulla

- Edmund Joseph Fernando OMI, 1983–1997
- Julian Winston Sebastian Fernando SSS, 1997–2023
- Echchampulle Arachchige Jude Nishanta Silva, seit 2023